# Acosta Bridge
L'Acosta Bridge est un pont ferroviaire et routier franchissant le Saint Johns à Jacksonville, en Floride. Ce pont en poutre-caisson en béton précontraint, long de 501 mètres, a été ouvert en août 1994.